# Donatas Kazlauskas
Donatas Kazlauskas (ur. 31 marca 1994 w Kretyndze) – litewski piłkarz grający na pozycji pomocnika w klubie Hegelmann oraz w reprezentacji Litwy.

## Kariera klubowa
Grę w piłkę nożną rozpoczął w klubie FK Minija Kretinga z rodzinnego miasta Kretynga. W wieku 14 lat przeniósł się do Nacionalinė futbolo akademiji, mającej siedzibę w Kownie. W sezonie 2010 rozpoczął występy w utworzonej przez LFF drużynie NFA Aisčiai Kaunas, która bazując na piłkarzach reprezentacji Litwy U-19 przystąpiła do rozgrywek LFF I lyga, w której zanotował on 11 meczów i strzelił 1 gola. W sierpniu 2011 roku został graczem występującego na tym samym poziomie rozgrywkowym klubu Atletas Kowno, w barwach którego rozegrał 5 spotkań i zdobył 3 bramki.
W marcu 2012 roku, po odbyciu testów, podpisał umowę z FK Žalgiris. 10 marca 2012 zadebiutował w A lyga w wygranym 2:1 meczu przeciwko Bandze Gorżdy. Tydzień później zdobył pierwszą bramkę w litewskiej ekstraklasie w wygranym 7:0 spotkaniu z Atlantasem Kłajpeda. Latem 2012 roku, po zaliczeniu 7 ligowych spotkań i zdobyciu 1 gola, odszedł z zespołu i przez pół roku występował w drugoligowym FK NFA, będącym reprezentacją Nacionalinė futbolo akademiji. Na początku 2013 roku podpisał kontrakt z Atlantasem Kłajpeda. W sezonie 2013 rozegrał 30 spotkań, w których zdobył 7 goli i na zakończenie rozgrywek zajął drugie miejsce w plebiscycie na najlepszego litewskiego młodego piłkarza. W styczniu 2014 roku odbył tygodniowe testy w rezerwach Arsenal FC. Latem 2014 roku zadebiutował w europejskich pucharach w dwumeczu z FC Differdange 03 (0:1, 3:1) w kwalifikacjach Ligi Europy 2014/15. W sezonie 2014 zdobył on 12 bramek w 23 występach i został ogłoszony przez LFF młodzieżowym piłkarzem roku na Litwie.
W styczniu 2015 roku Kazlauskas związał się trzyipółletnią umową z Lechią Gdańsk prowadzoną przez Jerzego Brzęczka. 4 kwietnia 2015 zaliczył jedyny występ w Ekstraklasie w przegranym 2:3 wyjazdowym spotkaniu z Cracovią. Na sezon 2015/16 został on wypożyczony do Olimpii Grudziądz (I liga), gdzie ostatecznie spędził jedną rundę. W styczniu 2016 roku wypożyczono go na okres 12 miesięcy do Atlantasa Kłajpeda. Po powrocie do Lechii rozwiązał za porozumieniem stron swój kontrakt, po czym na zasadzie wolnego transferu został graczem Atlantasa. Z powodu niewypłacalności klubu w czerwcu 2018 roku zerwał umowę i przeszedł do FK Trakai. W sezonie 2018 został przez władze A lyga wybrany do składu najlepszej drużyny rozgrywek.

## Kariera reprezentacyjna
W latach 2009–2016 występował w juniorskich i młodzieżowych reprezentacjach Litwy w kategorii U-16, U-17, U-18, U-19 oraz U-21. Z kadrą U-19 wziął udział w Mistrzostwach Europy 2013, na których Litwa będąca gospodarzem turnieju odpadła po fazie grupowej, nie zdobywając żadnego punktu.
W październiku 2013 roku otrzymał od selekcjonera Igorisa Pankratjevasa pierwsze powołanie do seniorskiej reprezentacji Litwy na mecze z Łotwą oraz Bośnią i Hercegowiną, jednak nie wystąpił w żadnym ze spotkań. 15 listopada 2014 zadebiutował w przegranym 0:4 meczu ze Szwajcarią w St. Gallen w eliminacjach Mistrzostw Europy 2016. 14 października 2019 w meczu przeciwko Serbii (1:2) w eliminacjach Mistrzostw Europy 2020 zdobył pierwszą bramkę w drużynie narodowej.

### Bramki w reprezentacji
| LP | Data                 | Miejsce                 | Przeciwnik | Bramka | Rezultat | Ranga meczu                       |
| -- | -------------------- | ----------------------- | ---------- | ------ | -------- | --------------------------------- |
| 1. | 14 października 2019 | Stadion LFF, Wilno      | Serbia     | 1:2    | 1:2      | Eliminacje Mistrzostw Europy 2020 |
| 2. | 7 września 2020      | Arena Kombëtare, Tirana | Albania    | 1:0    | 1:0      | Liga Narodów 2020/2021            |

## Sukcesy
- młodzieżowy piłkarz roku na Litwie: 2014
- wybór do drużyny sezonu A lyga: 2018